# Дайнюс Зубрус
Дайнюс Зубрус (лит. Dainius Zubrus, нар. 16 червня 1978, Електренай) — литовський хокеїст, що грав на позиції центрального нападника, крайнього нападника. Грав за збірну команду Росії.
Провів понад тисячу матчів у Національній хокейній лізі. 

## Ігрова кар'єра
Влітку 1989 переїхав до Харкова (УРСР) тренуватися під керівництвом відомого тренера команди Дружба-78 Івана Правілова. У харківський команді він перебував до кінця 1995.
Хокейну кар'єру розпочав 1995 року в Канаді виступами в одній з місцевих юніорських ліг.
1996 року був обраний на драфті НХЛ під 15-м загальним номером командою «Філадельфія Флаєрс». 
Протягом професійної клубної ігрової кар'єри, що тривала 21 рік, захищав кольори команд «Філадельфія Флаєрс», «Монреаль Канадієнс», «Вашингтон Кепіталс», «Баффало Сейбрс», «Нью-Джерсі Девілс» та «Сан-Хосе Шаркс».
Загалом провів 1399 матчів у НХЛ, включаючи 106 ігор плей-оф Кубка Стенлі.
В середині 1990-х років Зубрус перебував у тренувальному таборі юнацької збірної України, але до офіційних поєдинків тоді справа не дійшла. Виступав за збірну Росії на Кубку світу 2004. Після цього заявив про повернення до литовської збірної, якій він потрібен більше ніж Росії.

## Статистика
| Сезон        | Клуб                 | Ліга         | Регулярний сезон | Регулярний сезон | Регулярний сезон | Регулярний сезон | Регулярний сезон | Плей-оф | Плей-оф | Плей-оф | Плей-оф | Плей-оф |
| Сезон        | Клуб                 | Ліга         | І                | Г                | П                | О                | ШХ               | І       | Г       | П       | О       | ШХ      |
| ------------ | -------------------- | ------------ | ---------------- | ---------------- | ---------------- | ---------------- | ---------------- | ------- | ------- | ------- | ------- | ------- |
| 1995–96      | «Пембрук Кінгс»      | ЦКХЛ         | 28               | 19               | 13               | 32               | 73               | —       | —       | —       | —       | —       |
| 1995–96      | «Каледон Канадієнс»  | МетЮХЛ       | 7                | 3                | 7                | 10               | 2                | 17      | 11      | 12      | 23      | 4       |
| 1996–97      | «Філадельфія Флаєрс» | НХЛ          | 68               | 8                | 13               | 21               | 22               | 19      | 5       | 4       | 9       | 12      |
| 1997–98      | «Філадельфія Флаєрс» | НХЛ          | 69               | 8                | 25               | 33               | 42               | 5       | 0       | 1       | 1       | 2       |
| 1998–99      | «Філадельфія Флаєрс» | НХЛ          | 63               | 3                | 5                | 8                | 25               | —       | —       | —       | —       | —       |
| 1998–99      | «Монреаль Канадієнс» | НХЛ          | 17               | 3                | 5                | 8                | 4                | —       | —       | —       | —       | —       |
| 1999–00      | «Монреаль Канадієнс» | НХЛ          | 73               | 14               | 28               | 42               | 54               | —       | —       | —       | —       | —       |
| 2000–01      | «Монреаль Канадієнс» | НХЛ          | 49               | 12               | 12               | 24               | 30               | —       | —       | —       | —       | —       |
| 2000–01      | «Вашингтон Кепіталс» | НХЛ          | 12               | 1                | 1                | 2                | 7                | 6       | 0       | 0       | 0       | 2       |
| 2001–02      | «Вашингтон Кепіталс» | НХЛ          | 71               | 17               | 26               | 43               | 38               | —       | —       | —       | —       | —       |
| 2002–03      | «Вашингтон Кепіталс» | НХЛ          | 63               | 13               | 22               | 35               | 43               | 6       | 2       | 2       | 4       | 4       |
| 2003–04      | «Вашингтон Кепіталс» | НХЛ          | 54               | 12               | 15               | 27               | 38               | —       | —       | —       | —       | —       |
| 2004–05      | «Лада»               | Росія        | 42               | 8                | 11               | 19               | 85               | 10      | 3       | 1       | 4       | 22      |
| 2005–06      | «Вашингтон Кепіталс» | НХЛ          | 71               | 23               | 34               | 57               | 84               | —       | —       | —       | —       | —       |
| 2006–07      | «Вашингтон Кепіталс» | НХЛ          | 60               | 20               | 32               | 52               | 50               | —       | —       | —       | —       | —       |
| 2006–07      | «Баффало Сейбрс»     | НХЛ          | 19               | 4                | 4                | 8                | 12               | 15      | 0       | 8       | 8       | 8       |
| 2007–08      | «Нью-Джерсі Девілс»  | НХЛ          | 82               | 13               | 25               | 38               | 38               | 5       | 0       | 1       | 1       | 8       |
| 2008–09      | «Нью-Джерсі Девілс»  | НХЛ          | 82               | 15               | 25               | 40               | 69               | 7       | 0       | 1       | 1       | 10      |
| 2009–10      | «Нью-Джерсі Девілс»  | НХЛ          | 51               | 10               | 17               | 27               | 28               | 5       | 1       | 0       | 1       | 8       |
| 2010–11      | «Нью-Джерсі Девілс»  | НХЛ          | 79               | 13               | 17               | 30               | 53               | —       | —       | —       | —       | —       |
| 2011–12      | «Нью-Джерсі Девілс»  | НХЛ          | 82               | 17               | 27               | 44               | 34               | 24      | 3       | 7       | 10      | 18      |
| 2012–13      | «Нью-Джерсі Девілс»  | НХЛ          | 22               | 2                | 7                | 9                | 12               | —       | —       | —       | —       | —       |
| 2013–14      | «Нью-Джерсі Девілс»  | НХЛ          | 82               | 13               | 13               | 26               | 46               | —       | —       | —       | —       | —       |
| 2014–15      | «Нью-Джерсі Девілс»  | НХЛ          | 74               | 4                | 6                | 10               | 42               | —       | —       | —       | —       | —       |
| 2015–16      | «Сан-Хосе Шаркс»     | НХЛ          | 50               | 3                | 4                | 7                | 20               | 14      | 1       | 1       | 2       | 6       |
| Усього в НХЛ | Усього в НХЛ         | Усього в НХЛ | 1293             | 228              | 363              | 591              | 791              | 106     | 12      | 25      | 37      | 78      |

Виступи за збірні
| 2004                    | Росія                   | Кубок світу                  | 4  | 2 | 1  | 3  | 4 |
| 2005                    | Литва                   | Чемпіонат світу Д1 (Група В) | 4  | 3 | 1  | 4  | 2 |
| 2014                    | Литва                   | Чемпіонат світу Д1 (Група В) | 5  | 2 | 7  | 9  | 4 |
| 2018                    | Литва                   | Чемпіонат світу Д1 (Група В) | 5  | 0 | 6  | 6  | 2 |
| Загалом за збірну Росії | Загалом за збірну Росії | Загалом за збірну Росії      | 4  | 2 | 1  | 3  | 4 |
| Загалом за збірну Литви | Загалом за збірну Литви | Загалом за збірну Литви      | 14 | 5 | 14 | 19 | 8 |